# Анемія
Анемі́я (від дав.-гр. ἀναιμία — «відсутність крові»), також недокрі́в'я, малокрі́в'я) — клініко-гематологічний синдром, який проявляється зменшенням вмісту гемоглобіну та / або еритроцитів в одиниці об'єму крові, що призводить до виникнення кисневого голодування тканин. У деяких випадках, анемію можна розглядати як самостійне захворювання (наприклад, апластична анемія, спадковий мікросфероцитоз Мінковського—Шаффара).
Позаяк немає єдиної класифікації анемій, існують різні підходи до їхнього поділу на окремі види. У медичній практиці прийнято поділяти анемії за колірним показником (КП) на: гіпохромні (КП менший за 0,85), нормохромні (КП 0,85—1), гіперхромні (КП понад 1).
За середнім корпускулярним об'ємом (СКО, MCV), який визначається за допомогою автоматизованого лічильника, анемії можна поділити на мікроцитарні, нормоцитарні та макроцитарні.
За патогенезом анемії поділяються на: гемолітичні, постгеморагічні, дизеритропоетичні.
До найпоширеніших проявів анемії належать: блідість, загальна слабкість, головний біль, запаморочення, задишка, шум у вухах, сухість шкіри, потяг до вживання в неїстівних предметів й декілька інших. Несвоєчасне лікування анемії може призвести до тяжких ускладнень, зокрема: артеріальної гіпотензії, міокардіодистрофії, порушення кровообігу в мозку, тканинної гіпоксії, розвитку деяких інфекційних хвороб, крововиливів у життєво важливі органи тощо.
Підходи до лікування різняться залежно від форм анемій. Використання залізовмісних препаратів (залізодефіцитна анемія) та трансплантації кісткового мозку (апластична анемія) — способи лікування залежать від причини.
Видужання для хворих на анемію, залежить від її виду, тяжкості перебігу, часу початку лікування, віку пацієнта тощо.

## Етимологія
Етимологічно назва походить від дав.-гр. ἄναιμος — «безкровний»; саме слово складається з префікса дав.-гр. αν — «не, ні» та основи дав.-гр. αἷμα — «кров», тобто буквально українською — «відсутність крові» або «недокрів'я».

### Термінологія
У «Російсько-українському медичному словнику», виданому у 1920 році під керівництвом професора Овксентія Корчак-Чепурківського, була максимально повно подана питома народна українська лексика або, в разі відсутності потрібних українських слів, терміни формувалися з морфем української мови, уникаючи запозичень. Проте у 1930-х роках з'явилися спеціальні бюлетені, в яких були надруковані цілі низки українських медичних термінів, які підпали під заборону. Серед інших термінів, з ужитку було вилучено і слово «недокрів'я», яке здавна використовувалося для означення анемії. Це призвело до того, що стилістично збагачена вже на той час українська медична національна лексика майже зникла з фахового спілкування.

## Причини
Загалом причини анемії можуть бути класифіковані наступним чином:
- Порушення утворення червоних клітин крові (еритроцитів).
- Підвищення руйнування червоних клітин (гемолітична анемія).
- Втрата крові (геморагічна, постгеморагічна чи залізодефіцитна анемія).
- Перевантаження або збільшення частки рідкої частини крові (гіперволемія).

Найпоширенішою причиною анемії є втрата крові, але це звичайно не супроводжується стійкими проявами. Якщо після відновлення крововтрати порушення знову прогресує, то найчастіше причиною є дефіцит заліза, який призводить до розвитку залізодефіцитної анемії. Також анемія може виникати як складова паранеопластичного синдрому при різноманітних злоякісних новоутвореннях або розвивається за наявності деяких гельмінтозів

## Класифікація

### Виробництво проти руйнування або втрати
«Кінетичний» підхід є найбільш клінічно виправданим у класифікації анемії. Ця класифікація базується на оцінці ряду гематологічних показників, зокрема, вмісту в крові ретикулоцитів (попередників зрілих еритроцитів). Нижче наведена спрощена схема цього підходу:
|  |  |                                                                                           |                                                                                           |                                                                                           |                                                                                           |                                                                                           |                                                                                           |  |  |                                                                                             |                                                                                             |                                                                                             |                                                                                             |                                                                                             |                                                                                             | Анемія |  | | | | | | | | | | |  |  |  |  |  |  |  |  |  |  |  |  |  |  |  |  |  |  |  |  |  |  |  |  |  |  |
|  |  |                                                                                           |                                                                                           |                                                                                           |                                                                                           |                                                                                           |                                                                                           |  |  |                                                                                             |                                                                                             |                                                                                             |                                                                                             |                                                                                             |                                                                                             |        |  | | | | | | | | | | |  |  |  |  |  |  |  |  |  |  |  |  |  |  |  |  |  |  |  |  |  |  |  |  |  |  |
|  |  |                                                                                           |                                                                                           |                                                                                           |                                                                                           |                                                                                           |                                                                                           |  |  |                                                                                             |                                                                                             |                                                                                             |                                                                                             |                                                                                             |                                                                                             |        |  | | | | | | | | | | |  |  |  |  |  |  |  |  |  |  |  |  |  |  |  |  |  |  |  |  |  |  |  |  |  |  |
|  |  |                                                                                           |                                                                                           |                                                                                           |                                                                                           |                                                                                           |                                                                                           |  |  | Індекс вироблення ретикулоцитів показує неадекватну реакцію при анемії.                     | Індекс вироблення ретикулоцитів показує неадекватну реакцію при анемії.                     | Індекс вироблення ретикулоцитів показує неадекватну реакцію при анемії.                     | Індекс вироблення ретикулоцитів показує неадекватну реакцію при анемії.                     | Індекс вироблення ретикулоцитів показує неадекватну реакцію при анемії.                     | Індекс вироблення ретикулоцитів показує неадекватну реакцію при анемії.                     |        |  | | | | | Індекс вироблення ретикулоцитів показує адекватну відповідь на анемію = поточний гемоліз або крововтрата без проблем вироблення РБК. | Індекс вироблення ретикулоцитів показує адекватну відповідь на анемію = поточний гемоліз або крововтрата без проблем вироблення РБК. | Індекс вироблення ретикулоцитів показує адекватну відповідь на анемію = поточний гемоліз або крововтрата без проблем вироблення РБК. | Індекс вироблення ретикулоцитів показує адекватну відповідь на анемію = поточний гемоліз або крововтрата без проблем вироблення РБК. | Індекс вироблення ретикулоцитів показує адекватну відповідь на анемію = поточний гемоліз або крововтрата без проблем вироблення РБК. | Індекс вироблення ретикулоцитів показує адекватну відповідь на анемію = поточний гемоліз або крововтрата без проблем вироблення РБК. |  |  |  |  |  |  |  |  |  |  |  |  |  |  |  |  |  |  |  |  |  |  |  |  |  |  |
|  |  |                                                                                           |                                                                                           |                                                                                           |                                                                                           |                                                                                           |                                                                                           |  |  | Індекс вироблення ретикулоцитів показує неадекватну реакцію при анемії.                     | Індекс вироблення ретикулоцитів показує неадекватну реакцію при анемії.                     | Індекс вироблення ретикулоцитів показує неадекватну реакцію при анемії.                     | Індекс вироблення ретикулоцитів показує неадекватну реакцію при анемії.                     | Індекс вироблення ретикулоцитів показує неадекватну реакцію при анемії.                     | Індекс вироблення ретикулоцитів показує неадекватну реакцію при анемії.                     |        |  | | | | | Індекс вироблення ретикулоцитів показує адекватну відповідь на анемію = поточний гемоліз або крововтрата без проблем вироблення РБК. | Індекс вироблення ретикулоцитів показує адекватну відповідь на анемію = поточний гемоліз або крововтрата без проблем вироблення РБК. | Індекс вироблення ретикулоцитів показує адекватну відповідь на анемію = поточний гемоліз або крововтрата без проблем вироблення РБК. | Індекс вироблення ретикулоцитів показує адекватну відповідь на анемію = поточний гемоліз або крововтрата без проблем вироблення РБК. | Індекс вироблення ретикулоцитів показує адекватну відповідь на анемію = поточний гемоліз або крововтрата без проблем вироблення РБК. | Індекс вироблення ретикулоцитів показує адекватну відповідь на анемію = поточний гемоліз або крововтрата без проблем вироблення РБК. |  |  |  |  |  |  |  |  |  |  |  |  |  |  |  |  |  |  |  |  |  |  |  |  |  |  |
|  |  |                                                                                           |                                                                                           |                                                                                           |                                                                                           |                                                                                           |                                                                                           |  |  |                                                                                             |                                                                                             |                                                                                             |                                                                                             |                                                                                             |                                                                                             |        |  | | | | | | | | | | |  |  |  |  |  |  |  |  |  |  |  |  |  |  |  |  |  |  |  |  |  |  |  |  |  |  |
|  |  | Немає клінічних даних пов'язаних із гемолізом або крововтратою: чистий розлад вироблення. | Немає клінічних даних пов'язаних із гемолізом або крововтратою: чистий розлад вироблення. | Немає клінічних даних пов'язаних із гемолізом або крововтратою: чистий розлад вироблення. | Немає клінічних даних пов'язаних із гемолізом або крововтратою: чистий розлад вироблення. | Немає клінічних даних пов'язаних із гемолізом або крововтратою: чистий розлад вироблення. | Немає клінічних даних пов'язаних із гемолізом або крововтратою: чистий розлад вироблення. |  |  | Клінічні прояви і патологічний MCV: гемоліз або крововтрата, і хронічний розлад вироблення. | Клінічні прояви і патологічний MCV: гемоліз або крововтрата, і хронічний розлад вироблення. | Клінічні прояви і патологічний MCV: гемоліз або крововтрата, і хронічний розлад вироблення. | Клінічні прояви і патологічний MCV: гемоліз або крововтрата, і хронічний розлад вироблення. | Клінічні прояви і патологічний MCV: гемоліз або крововтрата, і хронічний розлад вироблення. | Клінічні прояви і патологічний MCV: гемоліз або крововтрата, і хронічний розлад вироблення. |        |  | Клінічні прояви і нормальний MCV = гострий гемоліз або крововтрата без достатнього часу для компенсації кістковим мозком. | Клінічні прояви і нормальний MCV = гострий гемоліз або крововтрата без достатнього часу для компенсації кістковим мозком. | Клінічні прояви і нормальний MCV = гострий гемоліз або крововтрата без достатнього часу для компенсації кістковим мозком. | Клінічні прояви і нормальний MCV = гострий гемоліз або крововтрата без достатнього часу для компенсації кістковим мозком. | Клінічні прояви і нормальний MCV = гострий гемоліз або крововтрата без достатнього часу для компенсації кістковим мозком.            | Клінічні прояви і нормальний MCV = гострий гемоліз або крововтрата без достатнього часу для компенсації кістковим мозком.            | | | | |  |  |  |  |  |  |  |  |  |  |  |  |  |  |  |  |  |  |  |  |  |  |  |  |  |  |
|  |  | Немає клінічних даних пов'язаних із гемолізом або крововтратою: чистий розлад вироблення. | Немає клінічних даних пов'язаних із гемолізом або крововтратою: чистий розлад вироблення. | Немає клінічних даних пов'язаних із гемолізом або крововтратою: чистий розлад вироблення. | Немає клінічних даних пов'язаних із гемолізом або крововтратою: чистий розлад вироблення. | Немає клінічних даних пов'язаних із гемолізом або крововтратою: чистий розлад вироблення. | Немає клінічних даних пов'язаних із гемолізом або крововтратою: чистий розлад вироблення. |  |  | Клінічні прояви і патологічний MCV: гемоліз або крововтрата, і хронічний розлад вироблення. | Клінічні прояви і патологічний MCV: гемоліз або крововтрата, і хронічний розлад вироблення. | Клінічні прояви і патологічний MCV: гемоліз або крововтрата, і хронічний розлад вироблення. | Клінічні прояви і патологічний MCV: гемоліз або крововтрата, і хронічний розлад вироблення. | Клінічні прояви і патологічний MCV: гемоліз або крововтрата, і хронічний розлад вироблення. | Клінічні прояви і патологічний MCV: гемоліз або крововтрата, і хронічний розлад вироблення. |        |  | Клінічні прояви і нормальний MCV = гострий гемоліз або крововтрата без достатнього часу для компенсації кістковим мозком. | Клінічні прояви і нормальний MCV = гострий гемоліз або крововтрата без достатнього часу для компенсації кістковим мозком. | Клінічні прояви і нормальний MCV = гострий гемоліз або крововтрата без достатнього часу для компенсації кістковим мозком. | Клінічні прояви і нормальний MCV = гострий гемоліз або крововтрата без достатнього часу для компенсації кістковим мозком. | Клінічні прояви і нормальний MCV = гострий гемоліз або крововтрата без достатнього часу для компенсації кістковим мозком.            | Клінічні прояви і нормальний MCV = гострий гемоліз або крововтрата без достатнього часу для компенсації кістковим мозком.            | | | | |  |  |  |  |  |  |  |  |  |  |  |  |  |  |  |  |  |  |  |  |  |  |  |  |  |  |
|  |  |                                                                                           |                                                                                           |                                                                                           |                                                                                           |                                                                                           |                                                                                           |  |  |                                                                                             |                                                                                             |                                                                                             |                                                                                             |                                                                                             |                                                                                             |        |  | | | | | | | | | | |  |  |  |  |  |  |  |  |  |  |  |  |  |  |  |  |  |  |  |  |  |  |  |  |  |  |
|  |  | Макроцитарна анемія (MCV > 100)                                                           | Макроцитарна анемія (MCV > 100)                                                           | Макроцитарна анемія (MCV > 100)                                                           | Макроцитарна анемія (MCV > 100)                                                           | Макроцитарна анемія (MCV > 100)                                                           | Макроцитарна анемія (MCV > 100)                                                           |  |  | Нормоцитарна анемія (80 < MCV < 100)                                                        | Нормоцитарна анемія (80 < MCV < 100)                                                        | Нормоцитарна анемія (80 < MCV < 100)                                                        | Нормоцитарна анемія (80 < MCV < 100)                                                        | Нормоцитарна анемія (80 < MCV < 100)                                                        | Нормоцитарна анемія (80 < MCV < 100)                                                        |        |  | | | Мікроцитарна анемія (MCV < 80)                                                                                            | Мікроцитарна анемія (MCV < 80)                                                                                            | Мікроцитарна анемія (MCV < 80) | Мікроцитарна анемія (MCV < 80) | Мікроцитарна анемія (MCV < 80) | Мікроцитарна анемія (MCV < 80) | | |  |  |  |  |  |  |  |  |  |  |  |  |  |  |  |  |  |  |  |  |  |  |  |  |  |  |

* Наприклад, серпоподібноклітинна анемія із супутнім дефіцитом заліза; хронічна кровотеча з шлунка; дефіцит вітаміну В12 та фолієвої кислоти, а також інші випадки анемії з більш ніж однією причиною.

### Розмір червоних клітин крові
При морфологічному підході анемії класифікують за розміром еритроцитів у крові. Це робиться автоматично або шляхом мікроскопічного дослідження мазка периферичної крові. Розмір еритроцитів відображається в середньому об'ємі еритроцитів (MCV). Якщо клітини дрібніші ніж звичайно (до 80 фл), анемія анемія класифікується як мікроцитарна; якщо нормального розміру (80-100 фл) — нормоцитарна, і якщо вони більші від звичайних (понад 100 фл), анемія класифікується як макроцитарна. Ця схема швидко викриває деякі з найпоширеніших причин анемії. Наприклад, мікроцитарна анемія часто є результатом дефіциту заліза. У клінічному обстеженні, MCV буде одним з перших показників, які аналізуються, тому навіть серед лікарів, які вважають «кінетичний» підхід кориснішим з філософської точки зору, морфологічний підхід залишається важливим елементом класифікації та діагностики. Ось схематичне уявлення про те, як розглядати анемії з MCV як відправну точку:
|  |  |  |  |  |  |                                 |                                 |                                 |                                 |                                 |                                 |  |  |                              |                              |                              |                              |                              |                              |  |  | Анемія                           |                                  |                                  |                                  |                                  |                                  |  |  |                              |                              |                              |                              |                              |                              |  |  |                                |                                |                                |                                |                                |                                |  |  |  |  |  |  |  |  |  |  |  |  |  |  |  |  |  |  |  |  |
|  |  |  |  |  |  |                                 |                                 |                                 |                                 |                                 |                                 |  |  |                              |                              |                              |                              |                              |                              |  |  |                                  |                                  |                                  |                                  |                                  |                                  |  |  |                              |                              |                              |                              |                              |                              |  |  |                                |                                |                                |                                |                                |                                |  |  |  |  |  |  |  |  |  |  |  |  |  |  |  |  |  |  |  |  |
|  |  |  |  |  |  |                                 |                                 |                                 |                                 |                                 |                                 |  |  |                              |                              |                              |                              |                              |                              |  |  |                                  |                                  |                                  |                                  |                                  |                                  |  |  |                              |                              |                              |                              |                              |                              |  |  |                                |                                |                                |                                |                                |                                |  |  |  |  |  |  |  |  |  |  |  |  |  |  |  |  |  |  |  |  |
|  |  |  |  |  |  | Макроцитарна анемія (MCV > 100) | Макроцитарна анемія (MCV > 100) | Макроцитарна анемія (MCV > 100) | Макроцитарна анемія (MCV > 100) | Макроцитарна анемія (MCV > 100) | Макроцитарна анемія (MCV > 100) |  |  |                              |                              |                              |                              |                              |                              |  |  | Нормоцитарна анемія (MCV 80–100) | Нормоцитарна анемія (MCV 80–100) | Нормоцитарна анемія (MCV 80–100) | Нормоцитарна анемія (MCV 80–100) | Нормоцитарна анемія (MCV 80–100) | Нормоцитарна анемія (MCV 80–100) |  |  |                              |                              |                              |                              |                              |                              |  |  | Мікроцитарна анемія (MCV < 80) | Мікроцитарна анемія (MCV < 80) | Мікроцитарна анемія (MCV < 80) | Мікроцитарна анемія (MCV < 80) | Мікроцитарна анемія (MCV < 80) | Мікроцитарна анемія (MCV < 80) |  |  |  |  |  |  |  |  |  |  |  |  |  |  |  |  |  |  |  |  |
|  |  |  |  |  |  | Макроцитарна анемія (MCV > 100) | Макроцитарна анемія (MCV > 100) | Макроцитарна анемія (MCV > 100) | Макроцитарна анемія (MCV > 100) | Макроцитарна анемія (MCV > 100) | Макроцитарна анемія (MCV > 100) |  |  |                              |                              |                              |                              |                              |                              |  |  | Нормоцитарна анемія (MCV 80–100) | Нормоцитарна анемія (MCV 80–100) | Нормоцитарна анемія (MCV 80–100) | Нормоцитарна анемія (MCV 80–100) | Нормоцитарна анемія (MCV 80–100) | Нормоцитарна анемія (MCV 80–100) |  |  |                              |                              |                              |                              |                              |                              |  |  | Мікроцитарна анемія (MCV < 80) | Мікроцитарна анемія (MCV < 80) | Мікроцитарна анемія (MCV < 80) | Мікроцитарна анемія (MCV < 80) | Мікроцитарна анемія (MCV < 80) | Мікроцитарна анемія (MCV < 80) |  |  |  |  |  |  |  |  |  |  |  |  |  |  |  |  |  |  |  |  |
|  |  |  |  |  |  |                                 |                                 |                                 |                                 |                                 |                                 |  |  |                              |                              |                              |                              |                              |                              |  |  |                                  |                                  |                                  |                                  |                                  |                                  |  |  |                              |                              |                              |                              |                              |                              |  |  |                                |                                |                                |                                |                                |                                |  |  |  |  |  |  |  |  |  |  |  |  |  |  |  |  |  |  |  |  |
|  |  |  |  |  |  |                                 |                                 |                                 |                                 |                                 |                                 |  |  | Високий індекс ретикулоцитів | Високий індекс ретикулоцитів | Високий індекс ретикулоцитів | Високий індекс ретикулоцитів | Високий індекс ретикулоцитів | Високий індекс ретикулоцитів |  |  |                                  |                                  |                                  |                                  |                                  |                                  |  |  | Низький рівень ретикулоцитів | Низький рівень ретикулоцитів | Низький рівень ретикулоцитів | Низький рівень ретикулоцитів | Низький рівень ретикулоцитів | Низький рівень ретикулоцитів |  |  |                                |                                |                                |                                |                                |                                |  |  |  |  |  |  |  |  |  |  |  |  |  |  |  |  |  |  |  |  |

Інші характеристики, які видно на мазку периферичної крові, можуть надати цінні підказки для більш специфічного діагнозу. Наприклад, ненормальні білі клітини крові (лейкоцити) можуть вказувати на проблеми з кістковим мозком.

### Тяжка анемія
Тяжка форма анемії є критичною для життєво важливих (вітальних) функцій, коли гематокрит падає нижче 10 %.

### Рефрактерна анемія
Рефрактерна анемія — це така анемія, яка не піддається лікуванню. Її часто розглядають як головний прояв мієлодиспластичних синдромів.
Залізодефіцитна анемія також може бути рефрактерною, внаслідок серйозних проблем травної системи, коли відбувається значне порушення метаболізму заліза.

### Градація анемії
Градація анемій за рівнем гемоглобіну в крові згідно з рекомендаціями ВООЗ:
- Ступінь 1 (легка форма анемії): 10 г/дл
- Ступінь 2 (помірна анемія): 7-10 г/дл
- Ступінь 3 (тяжка анемія): нижче 7 г/дл

Градація анемії за рівнем гемоглобіну в крові згідно з рекомендаціями Національного інституту раку:
- Ступінь 0 (у межах норми) 12,0-16,0 г/дл для жінок і 14,0-18,0 г/дл для чоловіків
- Ступінь 1 (м'який) 10 г/дл до рівня в межах норми
- Ступінь 2 (середній) 8,0-10,0 г/дл
- Ступінь 3 (тяжкий перебіг) 6,5-7,9 г/дл
- Ступінь 4 (небезпечний для життя) < 6,5 г/дл

## Клінічні прояви
Анемія може виникнути у багатьох людей. У деяких із них її ознаки можуть бути незначними або розмитими, через що такі люди не звертаються по допомогу до лікарів і анемію не виявляють. Прояви можуть бути пов'язані власне з анемією або першопричиною.
Найчастіше люди з анемією мають неспецифічні прояви: відчуття слабкості, немотивовану втомлюваність, загальне нездужання, а іноді різної виразності запаморочення, погану концентрацію уваги та розуміння. Вони можуть також мати задишку при фізичних навантаженнях. За дуже тяжкої анемії організм може компенсувати недостатність кисню збільшенням частоти серцевих скорочень. Пацієнт може мати стенокардію (у випадку наявності захворювання серця), переміжну кульгавість і ознаки серцевої недостатності.
При огляді можлива блідість шкіри та слизових оболонок, проте це не є надійною ознакою. Деякі зміни можуть бути ознакою конкретної причини анемії, наприклад, койлоніхія (блідість піднігтьової шкіри за дефіциту заліза), жовтяниця (при загибелі червоних кров'яних тілець — гемолітична анемія), деформація кісток (відбувається при таласемії) або виразки на ногах (буває при серпоподібноклітинній анемії).
Ознакою тяжкої анемії може бути гіпердинамічний кровообіг: тахікардія, прискорений пульс, поява серцевих шумів, гіпертрофія лівого шлуночка. Також можуть бути ознаки серцевої недостатності.
У пацієнтів із залізодефіцитною анемією частіше може зустрічатися синдром неспокійних ніг.
Менш поширені прояви можуть включати набряки ніг / рук, хронічну печію, розпливчасті синці, блювання, підвищене потовиділення. Хронічна апатія, втрата інтересу до звичних речей, млявість  може бути не лише психологічною проблемою, а й наслідком біохімічних зрушень. У тому числі - нестачі мікроелементів, анемії.
Захворювання кишечника не лише ускладнюють засвоєння поживних речовин, а й спричиняють запалення, яке провокує вироблення білка, що блокує засвоєння заліза. В результаті виникає анемія, яку складно скоригувати лише харчуванням.

## Діагностика
Анемію, як правило, діагностують за результатами проведення клінічного аналізу крові. Окрім зниження числа еритроцитів та рівня гемоглобіну, автоматичні або напівавтоматичні лічильники (аналізатори) також вимірюють розмір червоних кров'яних клітин методом проточної цитометрії, яка є важливим інструментом визначення причини анемії. Розгляд пофарбованого мазка крові за допомогою мікроскопа також є доцільним, а іноді необхідним у тих регіонах світу, де автоматизація аналізу є менш доступною.
У сучасних лічильниках, чотири параметри (еритроцити, гемоглобін, середній еритроцитарний гемоглобін і середня концентрація еритроцитарного гемоглобіну) вимірюються, розраховуються з урахуванням віку та статі пацієнта.
| Вік і стать                   | Гемоглобіновий поріг (г/дл) | Гемоглобіновий поріг (моль/л) |
| ----------------------------- | --------------------------- | ----------------------------- |
| Діти (0.5-5.0 років)          | 11.0                        | 6.8                           |
| Діти (5-12 років)             | 11.5                        | 7.1                           |
| Підлітки (12-15 років)        | 12.0                        | 7.4                           |
| Жінки, не вагітні (>15 років) | 12.0                        | 7.4                           |
| Жінки вагітні                 | 11.0                        | 6.8                           |
| Чоловіки (>15років)           | 13.0                        | 8.1                           |

«Кінетичний» підхід до анемії наразі став більш поширеним, ніж у минулому, серед великих медичних центрів США й деяких інших багатих країнах, тому що вони мають можливість визначити ретикулоцитарний індекс. Ретикулоцити виробляє кістковий мозок як нові червоні кров'яні тільця. Ретикулоцитарний індекс розраховують за співвідношенням рівня до анемії і ступенем, на який ретикулоцити збільшилися у відповідь на анемію. Якщо ступінь анемії має важливе значення, навіть «нормальна» величина ретикулоцитів насправді може відображати неадекватну відповідь.
При проведенні мікроскопії діяльність кісткового мозку також може бути оцінена за чисельністю та морфологією еритроцитів. Новостворені еритроцити, як правило, дещо більше, ніж старі еритроцити і проявляють поліхромазію. Оцінка еритропоезу може допомогти виявити, наскільки кістковий мозок буде в змозі компенсувати втрати, і з якою швидкістю.
Якщо причина анемії не очевидна, у діагностиці використовують інші тести: визначення ШОЕ, феритину, сироваткового заліза, трансферину, фолієвої кислоти, рівню сироваткового вітаміну В12, гемоглобіну, ниркові функціональні тести (наприклад, креатиніну в сироватці).
Коли діагноз залишається невиявленим, дослідження кісткового мозку шляхом пункції груднини, тазових кісток дозволяє роздивитися під мікроскопом попередників еритроцитів.

## Лікування
Лікування анемії спрямоване, в першу чергу, на ліквідацію причин.
Мегалобластну анемію лікують шляхом усунення причин (наприклад, лікування дифілоботріозу) і парентерального введення вітаміну В12 або вітаміну В6.
Якщо причиною є недостатнє формування крові через генетичні дефекти, потрібне відповідне лікування або трансплантація кісткового мозку. Загалом, при повільному переході (приблизно протягом декількох місяців), в результаті анемії пацієнти краще себе почувають, ніж при гострому переході, що обумовлено масивним крововиливом протягом декількох годин. Це пов'язано з тим, що організм адаптується до тривалої відсутності гемоглобіну. Гостра кровотеча лікується переливанням еритроцитів-концентратів. Точного значення потрібної кількості переливання крові не існує. Замість цього слід розглядати в додаток до крові тривалість, тяжкість та причини анемії й історії, віку та клінічного стану пацієнта. Служби донорства крові використовуються у випадку зниження гематокриту в результаті гострої крововтрати (нижче 30 % хворих у критичному стані із серцево-судинними захворюваннями і 20 % в здорових пацієнтів).
Еритропоетин є глікопротеїном, гормоном, який є чинником зростання для формування червоних кров'яних тілець (еритроцитів) у крові (кровотворення), має важливе значення. Еритропоетин, епоетин альфа, в основному використовується в лікуванні анемії у діалізних пацієнтів, в яких кров порушується через розвиток ниркової недостатності, а також після циклів хімієтерапії.
Патогенетична терапія залізодефіцитної анемії включає обов'язкове використання препаратів заліза внутрішньо (ферроплекс, конферон, тардіферон, мальтофер) або парентерально (феррум лек, венофер, суфер тощо).
У 2009-му році винахідник Крістофер Чарльз вирушив до Камбоджі, де виявив, що більшість людей хворіють на залізодефіцитну анемію. Цю поширену проблему дуже легко вирішити за допомогою вітамінів і добавок, але, на жаль, жителі бідних країн не можуть собі їх дозволити. Доктор Чарльз придумав залізну рибку, яку потрібно варити з будь-якою стравою 6-10 хвилин. Фігурка рибки забезпечує до 75 % від рекомендованої добової дози заліза для дорослого організму. А користуватися нею можна протягом декількох років. Більш ніж половина жителів Камбоджі, які використовували залізну рибку, не стикалися з проблемами анемії протягом останніх 12 місяців[джерело?].